# 卡加延德米薩米斯戰鬥
卡加延德米薩米斯戰鬥（Battle of Cagayan de Misamis）是爆發於1900年4月7日的一場武裝衝突，地點位在菲律賓南部民答那峨島的卡加延德米薩米斯（今卡加延德奧羅），屬於美菲戰爭的其中一部分。
菲方軍隊由尼可拉斯·卡皮斯特拉努（Nicolas Capistrano）將軍所帶領。4月7日拂曉，菲方對美軍發動奇襲，但一名盧馬人（Lumad）在殺死哨兵後發出戰鬥口號，驚動了美軍。戰鬥主要於美軍營房所在的城鎮廣場進行。
隨後，菲方逐漸落居下風，卡皮斯特拉努將軍下令撤退，美軍將其驅趕至城鎮外圍。